# Tófalu
Tófalu là một thị trấn thuộc hạt Heves, Hungary. Thị trấn này có diện tích 14,48 km², dân số năm 2010 là 537 người, mật độ 37 người/km².